# Voorwindia
Voorwindia là một chi ốc biển nhỏ, là động vật thân mềm chân bụng sống ở biển trong họ Rissoidae.

## Các loài
Các loài trong chi Voorwindia gồm có:
- Voorwindia tiberiana (Issel, 1869)[2]
- Voorwindia umbilicata Ponder, 1985